# Biserica Sfântul Nicolae-Copou din Iași
Biserica Sfântul Nicolae-Copou este situată în Iași la capătul bulevardului Carol din cartierul Copou. Lucrările de construcție au început în anul 1937 și s-au finalizat în 1943 când a fost și sfințită de mitropolitul Irineu Mihălcescu. 
Unul din ctitorii bisericii este și marele istoric Nicolae Iorga.
Arhitectonic biserica se încadrează în stilul tradițional moldovenesc, cu elemente moderne. Pictura interioară a fost executată de pictorul Vasile Pascu în anii 1962-1965, iar icoanele de pe catapeteasmă și iconostasele au fost pictate de Corneliu Baba. Între 1993-1995 au fost executate picturi și în firidele exterioare ale bisericii.